# Palpita flegia
Palpita flegia es una polilla perteneciente a la familia Crambidae. Fue descrita por Pieter Cramer en 1777. Se encuentra en Argentina, Surinam, Colombia, Brasil, Honduras, Nicaragua, Costa Rica, Panamá, México, Uruguay el Caribe, Guatemala, los Estados Unidos y Bolivia donde ha sido registrada en Alabama, Florida y Texas.
Las larvas se alimentan de la Adelfa Amarilla (Thevetia peruviana) y otras especies de la familia Apocynaceae. Los adultos miden cerca de 46 mm, son similares entre sí y vuelan al anochecer y, rara vez, de día a finales de la primavera.